# Orlingbury
Orlingbury es un pueblo y una parroquia civil del distrito de Wellingborough, en el condado de Northamptonshire (Inglaterra).

## Demografía
Según el censo de 2001, Orlingbury tenía 395 habitantes (201 varones y 194 mujeres). 82 de ellos (20,76%) eran menores de 16 años, 290 (73,42%) tenían entre 16 y 74, y 23 (5,82%) eran mayores de 74. La media de edad era de 39,43 años. De los 313 habitantes de 16 o más años, 63 (20,13%) estaban solteros, 208 (66,45%) casados, y 42 (13,42%) divorciados o viudos. 198 habitantes eran económicamente activos, 195 de ellos (98,48%) empleados y otros 3 (1,52%) desempleados. Había 6 hogares sin ocupar y 152 con residentes.
| 268                         | 301 | 343 | 336 | 351 | 330 | - | - | 285 | 288 | 255 | 233 | 252 | 305 | - | 285 | 248 |
| (Fuente: Vision of Britain) |     |     |     |     |     |   |   |     |     |     |     |     |     |   |     |     |